# Mauro Gerk
Mauro Néstor Gerk (Buenos Aires, 9 maggio 1977) è un allenatore di calcio ed ex calciatore argentino con passaporto messicano.